# 급팽창 이론
물리 우주론에서 급팽창 이론(急膨脹理論, inflation theory), 우주 급팽창, 우주론적 급팽창, 또는 그냥 급팽창은 초기 우주에서 지수 함수적 공간 팽창의 이론이다. 급팽창 시대(inflationary epoch)는 대폭발(빅뱅) 후 10-36초로부터 10-33초와 10-32초 사이까지 지속되었다. 급팽창 시대 이후 우주는 계속 팽창했지만 그 속도는 느려졌다. 암흑 에너지로 인한 팽창의 가속은 우주의 나이가 이미 77억 년(61억 년 전)이 넘은 이후에 시작되었다.
급팽창 이론은 란다우 이론물리학 연구소(Landau Institute for Theoretical Physics)의 알렉세이 스타로빈스키Alexei Starobinsky, 코넬 대학교의 앨런 구스, 레베데프 물리 연구소(Lebedev Physical Institute)의 안드레이 린데를 비롯한 여러 이론물리학자들의 주목할만한 공헌으로, 1970년대 후반과 80년대 초반에 개발되었다. 알렉세이 스타로빈스키, 앨런 구스와 안드레이 린데는 "우주 급팽창 이론을 개척한" 공로로 2014년 카블리상(Kavli Prize)을 수상했다. 이 이론은 1980년대 초에 더욱 발전되었고, 우주의 거대구조의 기원을 설명한다. 우주적 크기로 확대된 미시적인 급팽창 영역 내의 양자 요동(quantum fluctuation)들이 우주 구조 성장의 씨앗이 된다(은하의 형성 및 진화 및 구조 형성(structure formation) 참조). 많은 물리학자들은 또한 급팽창 이론이 우주가 모든 방향으로 같게 보이는 이유(등방성), 우주 마이크로파 배경 복사가 고르게 분포하는 이유, 및 우주가 평평한 이유 및 자기 홀극들이 관찰되지 않은 이유 등을 설명한다고 믿는다.
급팽창 이론에 대한 자세한 입자 물리학적 메커니즘은 알려져 있지 않다. 많은 급팽창 모형 예측들이 관측에 의해 확인되었기 때문에, 기본적인 급팽창 패러다임은 대부분의 물리학자들에 의해 받아 들여지고 있다; 그렇지만, 상당한 소수의 과학자들은 이 입장에 반대한다. 급팽창을 일으켰다고 생각되는 가설의 장은 인플라톤(inflaton)이라고 불린다.
2002년에 급팽창 이론의 건축가들 중 3명이 그들의 주요 공헌으로 인정받았다; 물리학자들인 MIT의 앨런 구스, 스탠퍼드 대학교의 안드레이 린데 및 프린스턴 대학교의 폴 슈타인하르트Paul Steinhardt "우주론의 급팽창 이론 개념 개발에 대해서" 권위있는 디랙상(Dirac Prize)를 공동수상했다. 2012년 구스와 린데는 급팽창 이론 우주론의 창안과 개발로 기초물리학 브레이크스루 상을 수상했다.

## 개요
1930년경, 에드윈 허블은 멀리 떨어진 은하의 빛이 적색편이된다는 것을 발견했다; 더 멀리 떨어져 있을수록 더 많이 편이된다. 이것은 은하들이 지구에서 멀어지고 있다는 의미로 빠르게 해석되었다. 만일 지구가 우주의 특별하고, 특권적이고, 중심적 위치에 있지 않다면, 모든 은하들은 멀어지고, 또한 멀리 떨어질수록, 더 빨리 멀어지고 있음을 의미한다. 이제 우주는 팽창하고 있으며, 그와 더불어서 은하들을 운반하며, 그래서 이러한 관측이 일어나게 하는 것으로 이해된다. 많은 다른 관측 결과들도 일치하고, 또한 같은 결론에 이르게 한다. 그렇지만, 수년 동안 우주가 팽창하는 이유나 방법 또는 그것이 의미하는 바는 명확하지 않았다.
엄청난 양의 실험적 관측과 이론적인 작업을 바탕으로, 이제 그 관측의 이유는 공간 자체가 팽창하고 있고, 또한 대폭발(빅뱅) 후 첫 번째의 몇 분지 1초 안에 매우 빠르게 팽창했기 때문이라고 믿어지고 있다. 이러한 종류의 팽창을 "거리 함수(계량적)" 팽창이라고 한다. 수학과 물리학의 용어에서, "거리 함수"는 특정 속성들의 목록을 만족하는 거리의 측정이며, 또한 그 용어는 우주 내부의 거리의 인지(sense) 자체가 변하고 있다는 것을 암시한다. 오늘날, 거리 함수의 변화는 은하계 간 규모보다 작은 경우에서는 너무나 효과가 작아서 관찰할 수 없다.
우주의 거리 함수 팽창에 대한 현대적인 설명은 1979년 물리학자 앨런 구스가, 오늘날 자기 홀극들이 보이지 않는 가하는 문제를 조사하면서, 제안했다. 그는 만일 우주에 양의 에너지 가짜 진공(false vacuum) 상태의 장이 포함되어 있으면, 일반 상대성이론에 따라 공간이 지수 함수적으로 팽창할 수 있다는 것을 발견했다. 그러한 팽창이 다른 많은 오래된 문제들을 해결할 것이라는 것을 아주 빨리 깨달았다. 이러한 문제들은 오늘날처럼 보이려면 우주가 대폭발에서 매우 미세 조정되었거나 또는 "특별한" 초기 조건에서 시작되어야 한다는 관측으로부터 발생한다. 급팽창 이론은 이 문제들을 대부분 같이 해결하며, 따라서 대폭발(빅뱅) 이론의 맥락에서 우리 것과 같은 우주를 훨씬 더 가능성 있게 만든다.
이 급팽창을 담당하는 물리적 장은 아직 발견되지 않았다. 그러나 그러한 장은 스칼라일 것이며 또한 존재하는 것으로 입증된 최초의 상대론적 스칼라 장인, 힉스 장은 2012-2013년에 발견되었을 뿐이며 그리고 아직도 연구되고 있다. 따라서 우주 팽창과 우주의 거리 함수 팽창을 담당하는 장이 아직 발견되지 않았다는 것은 문제가 되지 않는 것으로 보인다. 제안된 장과 그 양자들(이와 관련된 아원자 입자들)은 인플라톤이라고 명명되었다. 만일 이 장이 존재하지 않았다면, 과학자들은 공간의 거리 함수적 팽창이 발생했으며, 오늘날에도 (훨씬 더 느리게) 팽창하고 있음을 강력하게 시사하는 모든 관측들에 대해서 다른 설명을 제안해야 했을 것이다.

## 이론
팽창하는 우주는 일반적으로 우주론 지평선(cosmological horizon)을 가지고 있으며, 이는, 지구 표면의 곡률로 인해 더 친숙한 지평선과 유사하게, 관측자가 볼 수 있는 우주 부분의 경계를 표시한다. 가속하는 우주의 우주 지평선 너머에 있는 물체에서 방출되는 빛(또는 기타 복사)은 관측자와 물체 사이의 공간이 너무 빠르게 팽창하기 때문에 관측자에게 도달하지 않는다.

우주―중력파의 역사는 우주 급팽창, 즉 대폭팔(빅뱅) 직후에 빛보다 빠른 팽창에서 비롯되었다고 가정한다.

관측 가능한 우주는 훨씬 더 큰 관측 불가능한 우주의 한 인과 패치(causal patch)이다; 우주의 다른 부분은 아직 지구와 통신할 수 없다. 우주의 이 부분들은 우리의 현재 우주론적 지평선 밖에 있다. 표준적인 뜨거운 대폭팔(빅뱅) 모형에서는, 급팽창 없이, 우주론적 지평선이 이동하여 새로운 영역을 볼 수 있다. 그러나 국소 관찰자가 처음으로 그러한 영역을 볼 때, 국소역 관측자가 이미 본 우주의 다른 영역과 다르지 않게 보인다; 그 배경 복사는 다른 지역의 배경 복사와 거의 동일한 온도이며, 시공간 곡률은 다른 것들과 발맞추어 진화하고 있다. 이것은 미스터리를 제시한다: 이 새로운 지역은 그들이 가져야 할 온도와 곡률을 어떻게 알았을까? 그들은 이전에 우리의 과거 광추와 통신하지 않았기 때문에, 신호를 받아 그것을 배울 수 없었다.
급팽창 이론은 모든 지역이 큰 진공 에너지 또는 우주상수를 가진 초기 시대에서 왔다고 가정함으로써 이 질문에 답한다. 우주상수가 있는 공간은 질적으로 다르다: 우주론적 지평선은, 바깥쪽으로 이동하는 대신에, 그대로 유지된다. 한 관측자에게는, 우주론적 지평선까지의 거리는 일정하다. 지수 함수적으로 팽창하는 공간으로 인해, 두 명의 가까운 관측자가 아주 빠르게 분리된다; 그 정도로, 그들 사이의 거리는 통신의 한계를 너무 빠르게 초과한다. 공간 슬라이스(slice)들은 거대한 볼륨을 커버하기 위해 아주 빠르게 팽창하고 있다. 사물들은, 고정된 거리에 있는, 우주론적 지평선 너머로 끊임없이 이동하고 있아서, 모든 것이 균질하게 된다.
급팽창의 장이 천천히 진공 상태로 이완됨에 따라, 우주상수는 영이 되고 공간은 정상적으로 팽창하기 시작한다. 정상적인 팽창 단계에서 시야에 들어오는 새로운 지역들은 급팽창 동안 지평선 밖으로 밀려난 정확히 동일한 지역들이며, 따라
원래 동일한 작은 공간 패치에서 왔기 때문에 거의 동일한 온도와 곡률에 있다.
급팽창 이론은 이렇게 우주의 다른 지역들의 온도와 곡률이 왜 그렇게 거의 같은 이유를 설명한다. 또한 일정한 대역적 시간에서 한 공간-슬라이스의 전체 곡률이 영이라고 예측한다. 이 예측은 우주의 전체 일반 물질, 암흑 물질 및 잔여 진공 에너지(vacuum energy)가 임계 밀도(critical density)까지 합산되어야 함을 암시하며, 또한 증거가 이를 뒷받침한다. 더욱 놀랍게는, 급팽창을 통해 물리학자들은 급팽창 시대의 양자 요동으로부터 서로 다른 지역의 미세한 온도 차이를 계산할 수 있었고, 이러한 정량적 예측 중 많은 부분이 확인되었다는 것이다.

### 공간이 팽창함
시간이 지남에 따라 지수 함수적으로(또는 거의 지수 함수적으로) 팽창하는 공간에서는, 처음에는 정지해 있던 모든 자유롭게 떠있는(free-floating} 물체의 쌍은, 최소한 어떤 힘에 의해 함께 묶여 있지 않는 한, 가속 속도로 서로 멀리 이동할 것이다. 그러한 물체 중 하나의 관점에서 볼 때, 시공간은 슈바르츠실트 내외부(inside-out)  블랙홀과 같다―각 물체는 구체의 사건의 지평선으로 둘러싸여 있다. 일단 다른 물체가 이 지평을 통해 떨어지면, (적어도 공간이 계속 지수 함수적으로 확장되는 한) 다시 돌아갈수 없으며, 보내는 빛 신호들도 첫 번째 물체에 결코 도달하지 않을 것이다.
팽창이 정확히 지수 함수적이라고 근사하면, 그 지평선은 정적이며 또한 고정된 물리적 거리를 유지한다. 팽창하는 우주에 대한 이러한 패치는 다음의 거리 함수로 설명할 수 있다:
{\displaystyle ds^{2}=-(1-\Lambda r^{2})\,dt^{2}+{1 \over 1-\Lambda r^{2}}\,dr^{2}+r^{2}\,d\Omega ^{2}.}
지수 함수적으로 팽창하는 이러한 시공간을 더시터르 공간이라고 하며, 또한 이를 유지하려면 공간과 시간이 일정하고 위의 거리 함수에서 Λ에 비례하는 우주상수, 진공 에너지(vacuum energy) 밀도가 있어야 한다. 정확히 지수 함수적 팽창의 경우, 그 진공 에너지는 에너지 밀도 ρ와 크기가 동일한 음의 압력 p를 가지므로 그 상태 방정식은 p = −ρ이다.
급팽창은 일반적으로 정확한 지수 함수적 팽창이 아니라 유사(quasi)- 또는 거의- 지수 함수적 팽창이다. 그러한 우주에서 지평선은 진공 에너지 밀도가 점차 감소함에 따라서 시간이 지남에 따라 천천히 커질 것이다.

### 비균질성이 거의 남지 않음
공간의 가속 팽창은 밀도 또는 온도의 초기 변화를 아주 큰 길이 스케일로 확장하기 때문에, 급팽창의 본질적인 특징은 비균질성과 비등방성을 매끄럽게 하고(smooth out) 공간의 곡률을 감소시키는 것이다. 이것은 우주를 인플라톤 장에 의해 완전히 지배되는 아주 단순한 상태로 밀어넣고 또한 여기서 유일하게 중요한 비균질성은 조그마한 양자 요동이다. 급팽창은 또한 입자 물리학의 표준 모형에 대한 많은 확장에 의해 예측된 자기 홀극들과 같은 별나게 무거운 입자들을 희석한다. 만일 우주가 단지 급팽창 시기 이전에만 그러한 입자를 형성할 수 있을 만큼 뜨거웠었다면, 그것들이 아주 드물어서 관측 가능한 우주에서는 아무것도 없을 가능성이 아주 높으므로, 자연에서 관측되지 않을 것이다. 함께, 이러한 효과는 블랙홀에 대한 털없음 정리와 유추하여 급팽창의 "털없음 정리"라고 불린다.
그 "털없음" 정리는 우주론적 지평선이 반대편에 있는 것에 대한 불일치를 제외하고는 블랙홀의 지평선과 다르지 않기 때문에 본질적으로 작동한다. 털없음 정리의 해석은 우주(관측 가능한 그리고 관측할 수 없는)가 급팽창 동안 엄청난 배수로 팽창한다는 것이다. 팽창하는 우주에서는, 에너지 밀도는 일반적으로 우주의 부피가 증가함에 따라 떨어지거나, 혹은 희석된다. 예를 들어, 일반 "차가운" 물질(먼지)의 밀도는 부피의 역수에 따라 낮아진다: 선형 차원이 두 배가 되면 에너지 밀도는 8배로 감소한다; 팽창에 의해 광자가 분산되는데 더해, 각 광자의 파장이 늘어나기(적색편이) 때문에 우주가 팽창함에 따라 복사 에너지 밀도는 훨씬 더 빠르게 감소한다. 선형 차원이 두 배가 되면, 복사 에너지 밀도는 16배 감소한다(초상대론적 유체에 대한 에너지 밀도 연속성 방정식의 해 (solution of the energy density continuity equation for an ultra-relativistic fluid) 참조). 급팽창 동안, 인플라톤 장에서 에너지 밀도는 대략 일정하다. 그렇지만, 비균질성, 곡률, 비등방성, 별난(exotic) 입자들, 및 표준 모형 입자들을 포함한 다른 모든 입자들의 에너지 밀도가 떨어지고 있으며, 또한 충분한 급팽창을 통해서 이 모든 것들은 무시할 수 있게 된다. 이것은 팽창이 끝나고 재가열이 시작되는 순간에, 우주를 평평하고 대칭적이며, 또한 (균질한 안플라톤 장을 제외하고) 대부분 비어 있게 된다.:202-206</ref>

### 지속
핵심 요구 사항은 급팽창이 단일한, 작은 급팽창의 허블 부피(Hubble volume)에서 현재 관측 가능한 우주를 생성할 수 있을 만큼 충분히 오래 지속되어야 한다는 것이다. 이것은 우주가 관측 가능한 가장 큰 규모에서 평평하고, 균질하며 또한 등방성으로 나타나도록 하는 데 필요하다. 이 요구 사항은 일반적으로 만일 우주가 급팽창 동안 최소한 1026 배로 팽창하면 충족되는 것으로 생각된다.

### 재가열
급팽창은 과냉각 팽창 기간이며, 그때 온도는 약 10만 배 정도로 떨어진다. (정확한 하락은 모형에 따라 다르지만, 첫 번째 모형에서는 전형적으로 1027K에서 1022K로 떨어졌다.) 이 상대적으로 낮은 온도는 급팽창 단계 동안 유지된다. 급팽창이 끝나면 온도는 그 이전의 온도로 돌아간다; 인플라톤 장의 큰 위치 에너지가 입자로 붕괴하고, 전자기 복사를 포함한, 표준 모형 입자들로 우주를 채우면서 우주의 복사-지배 단계를 시작하기 때문에 이것을 재가열 또는 열화(thermalization)라고 한다. 급팽창의 특성이 알려져 있지 않기 때문에, 이 과정은 매개변수 공명(parametric resonance)을 통해 일어난다고 믿어지지만, 여전히 제대로 이해되지 않고 있다.

## 동기
급팽창은 1970년대에 발견된 대폭발 우주론의 몇가지 문제들을 해결한다. 급팽창은 1979년 앨런 구스가 오늘날 자기 홀극이 보이지 않는 이유를 조사하면서 처음 제안했다. 그는 일반 상대성이론에 따르면 양의 에너지 가짜 진공(false vacuum)이 공간의 지수함수적 팽창을 일으킬 것임을 발견했다. 그러한 팽창이 다른 많은 오랜 문제를 해결할 것이라는 사실을 아주 빨리 깨달았다. 이러한 문제는 오늘날처럼 보이려면 우주가 대폭발에서 매우 미세하게 조정된 또는 "특별한" 초기 조건에서 시작되어야 한다는 관찰에서 발생한다. 급팽창은 우주를 이 특별한 상태로 이끄는 역학 메커니즘을 제공함으로써 이러한 문제를 해결하려고 시도하며, 따라서 대폭발 이론의 맥락에서 우리와 같은 우주가 훨씬 더 가능성이 있게 만든다.

### 지평선 문제
지평선 문제(horizon problem)는 우주가 우주론 원리에 따라 통계적으로 균질하고 등방성으로 나타나는 이유를 결정하는 문제이다. 예를 들어, 가스통의 분자들은 열 평형 상태에 있기 때문에 균질하고 등방성으로 분포되어 있다: 그 가스통 전체의 가스는 비균질성과 비등방성을 소멸시키기 위해 상호 작용할 충분한 시간을 가졌다. 중력 팽창은 초기 우주가 평형을 이룰 충분한 시간을 주지 않기 때문에, 급팽창이 없는 대폭발(빅뱅) 모형에서는 이 상황이 상당히 다르다. 표준 모형에서 알려진 물질과 복사만 있는 대폭발에서는 관측 가능한 우주에서 넓게 분리된 두 영역이 광속보다 빠르게 서로 멀어져 인과적 접촉(causal contact)을 한 적이 없기 때문에 평형을 결코 이룰 수 없다. 초기 우주에서는, 두 지역 사이에 광신호를 보내는 것이 불가능했다. 상호 작용이 없었기 때문에, 동일한 온도(열적 평형이다)를 갖는 이유를 설명하기 어렵다. 역사적으로 제안된 해에는 조르주 르메트르의 피닉스(Phoenix) 우주, 리처드 체이스 톨만의 관련된 진동하는 우주(oscillatory universe) 및 찰스 미스너의 믹스마스터 우주(Mixmaster universe)가 있다. 르메트르와 톨만은 수축과 팽창의 수 많은 주기를 겪으면서 우주가 열적 평형에 도달했다고 제안했다. 그렇지만, 그들의 모형은 여러 주기에 걸친 엔트로피 축적으로 인해 실패했다. 미스너는, 우주를 더욱 카오스적으로 만드는, 믹스마스터 메커니즘이 통계적 균질성과 등방성에 이를 수 있다는 (궁극적으로 잘못된) 추측을 했다.

### 편평도 문제
편평도 문제는 때때로 (우주상수 문제(cosmological constant problem)와 함께) 딕 우연들(Dicke coincidences) 중 하나로 불린다. 1960년대에 우주의 물질 밀도가 평평한 우주(즉, 우주 시공간의 기하학적 구조가, 비유클리드 쌍곡기하학 또는 구면기하학이 아닌, 일반적인 유클리드 기하학인 우주)에 필요한 임계 밀도와 비슷하다는 것이 알려졌다.
따라서, 우주의 모양에 관계없이 우주 팽창에 대한 공간적 곡률의 기여는 물질의 기여보다 훨씬 클 수 없다. 그러나 우주가 팽창함에 따라, 곡률은 물질과 복사보다 더 천천히 적색편이 된다. 과거로 외삽하면, 이것은 우주에 대한 곡률의 기여가 지수 함수적으로 작아야 하기 때문에, 미세 조정(fine-tuning) 문제를 나타낸다(예를 들어, 대폭발 핵합성에서의 복사 밀도보다 16차수(order) 작다). 이 문제는 우주가 몇 퍼센트 이내로 평평하다는 것을 입증한 우주 마이크로파 배경에 대한 최근 관측으로 인해서 악화되어 있다.

### 자기 홀극 문제
때때로 "별난-유물 문제"(exotic-relics problem)라고 불리는, 자기 홀극 문제는 만일 초기 우주가 아주 뜨거웠다면, 많은 수의 아주 무겁고, 안정적인 자기 홀극이 생성되었을 것이라고 말한다.
안정적인 자기 홀극은 대통일 이론의 문제인데, 그것은 고온(초기 우주와 같은)에서 전자기력, 강한 핵력 및 약한 핵력이 실제로 기본 힘이 아니라 단일 게이지 이론에서 자발 대칭 깨짐으로 인해 발생한다고 제안한다. 이 이론은 자연에서 관측되지 않은 수많은 무겁고 안정적인 입자들을 예측한다. 가장 악명 높은 것은, 자기장의 안정적이고 무거운 "전하"의 일종인, 자기 홀극이다.
홀극은 고온에서 대통일 이론에 따라 막대하게 생성될 것으로 예측되며, 또한 우주의 주요 구성 요소가 될 정도로, 오늘날까지 지속되어야 한다. 그것은 사실이 아닐 뿐만 아니라, 그것들에 대한 모든 탐색은 실패했고, 우주에서 유물 자기 홀극의 밀도에 엄격한 제한을 두었다.
자기 홀극이 생성될 수 있는 온도 아래에서 발생하는 급팽창 기간은 이 문제의 가능한 해결책을 제공할 것이다: 홀극은 주변 우주가 팽창함에 따라 서로 분리되어 잠재적으로 관찰된 밀도를 여러 크기의 차수만큼 낮춘다. 하지만 우주론자 마틴 리스Martin Rees가 쓴 것처럼,
"별난(exotic) 물리학에 대한 회의론자들은 입자 자체가 가설에 불과하다는 것을 설명하는 이론적 주장에 크게 감명을 받지 않을 수 있다. 예방 의학은 존재하지 않은 질병에 대해 100% 효과적인 것처럼 보일 수 있다!"

## 역사

### 선구자
일반 상대성이론의 초기에 알베르트 아인슈타인은 정적인 해를 허용하기 위해 우주상수를 소개했는데, 그것은 균일한 밀도의 물질의 3차원 초구였다. 나중에, 빌럼 더시터르는 매우 대칭적인 팽창하는 우주를 발견했는데, 이 우주는, 그렇지 않으면 비어 있을, 우주상수를 가진 우주를 기술했다. 아인슈타인의 우주는 불안정하고, 작은 요동으로 인해 붕괴되거나 혹은 더시터르 우주로 변한다는 것이 발견되었다.
1970년대 초 젤도비치는 대폭발(빅뱅) 우주론의 평탄성과 지평선 문제들을 발견했다; 그의 작업 이전에는, 우주론은 순전히 철학적 근거에서 대칭적인 것으로 추정되었다. 소련에서, 이것과 다른 고려 사항은 벨린스키Belinski와 칼라트니코프Khalatnikov가 일반 상대성이론에서 카오스적(chaotic) BKL 특이점(BKL singularity)을 분석하도록 이끌었다. 미스너의 믹스마스터 우주는 이 카오스적 거동을 사용하여 우주 문제를 해결하려고 시도했지만 제한된 성공을 거두었다.

#### 가짜 진공
1970년대 후반에,  시드니 콜먼은 알렉산드르 폴랴코프와 공동 작업자들이 개발한 순간자(instanton) 기술을 적용하여 양자장 이론에서 가짜 진공( false vacuum)의 운명을 연구했다. 통계 역학의 준안정인(metastable) 단계―물이 빙점 이하 또는 끓는점 이상―와 마찬가지로, 양자 장은, 전이를 만들기 위해서, 새로운 진공, 즉 새로운 단계의 충분히 큰 기포를 핵화할(nucleate) 필요가 있을 것이다. 콜먼은 진공 붕괴에 대한 가장 가능성 있는 붕괴 경로를 발견하고 또한 단위 부피당 역수명(inverse lifetime)을 계산했다. 그는 결국 중력 효과가 상당할 것이라고 언급했지만, 그러나 이러한 효과를 계산하지 않았고 또한 그 결과를 우주론에 적용하지 않았다.
우주는 진짜 진공의 팽창하는 거품을 일으키는 준안정인 가짜 진공의 양자 요동에 의해 무(아무런 공간, 시간 또한 물질도 없음)에서 자발적으로 생성되었을 수 있다.

#### 스타로빈스키 급팽창
소련에서, 알렉세이 스타로빈스키Alexei Starobinsky는 일반 상대성이론에 대한 양자 보정(quantum corrections)이 초기 우주에 중요해야 한다는 것에 주목했다. 이는 일반적으로 아인슈타인-힐베르트 작용 및 f(R) 수정 중력(modified gravity)의 형태에 대한 곡률 제곱 보정으로 이어진다. 곡률 제곱 항이 있는 상태에서 아인슈타인 방정식의 해는, 곡률이 커다랄 때에는, 한 유효 우주상수로 이어진다. 따라서, 그는 초기 우주가 급팽창 드 지터 시기를 거쳤다고 제안했다. 이것은 우주론 문제들을 해결했고 마이크로파 배경 복사에 대한 수정에 대한 특정 예측으로 이어졌고, 수정들이 세부적으로 계산되었다. 스타로빈스키는 아래와 같은 작용을 사용했다
{\displaystyle S={\frac {1}{2}}\int d^{4}x\left(R+{\frac {R^{2}}{6M^{2}}}\right)}
아래의 포텐셜에 해당한다
{\displaystyle \quad V(\phi )=\Lambda ^{4}\left(1-e^{-{\sqrt {2/3}}\phi /M_{p}^{2}}\right)^{2}}
이것은 아인슈타인 틀(Einstein frame) 안에서이다. 이 결과 다음의 관측가능(observable) 값들이 도출된다: {\displaystyle n_{s}=1-{\frac {2}{N}},\quad \quad r={\frac {12}{N^{2}}}.}

#### 홀극 문제
1978년에, 젤도비치는 수평선 문제의 명백한 양적 버전인, 홀극 문제를 입자물리학의 하위 분야에서 주목했고, 이를 해결하기 위한 몇가지 추론적인 시도를 하게 되었다. 1980년에 앨런 구스는 초기 우주에서 가짜 진공 붕괴(false vacuum decay)가 문제를 해결할 수 있다는 것을 깨달았고, 한 스칼라 주도 급팽창(scalar-driven inflation)을 제안했다. 스타로빈스키의 시나리오와 구스의 시나리오는 모두 초기 더시터르 단계를 예측했으며, 단지 메커니즘의 세부 사항에서만 다르다.

### 초기 급팽창 모형들
구스는 자기 홀극의 존재를 설명하기 위해 1981년 1월에 급팽창을 제안했다; "급팽창(inflation)"이라는 용어를 만든 사람은 구스였다. 동시에, 스타로빈스키는 중력에 대한 양자 보정은 우주의 초기 특이점을 지수  함수적으로 팽창하는 드 지터 단계로 대체할 것이라고 주장했다. 1980년 10월, 데모스테네스 카자나스Demosthenes Kazanas는 지수 함수적 팽창이 입자 지평선을 제거하고 또한 아마도 지평선 문제를 해결할 수 있다고 제안했는데, 반면에 사토Sato는 지수 함수적 팽창이 도메인 벽(domain wall))(다른 종류의 별난 유물(exotic relic))을 제거할 수 있다고 제안했다. 1981년에 아인혼Einhorn과 사토는 구스와 유사한 모형을 발표했고 이것이 대통일 이론에서 자기 홀극 풍부성의 수수께끼를 해결할 것임을 보여주었다. 구스와 마찬가지로 그들은 이러한 모형은 우주 상수를 미세하게 조정해야 할 뿐만 아니라, 너무 세분화된 우주(granular universe), 즉 거품 벽(bubble wall) 충돌로 인한 밀도 변화를 초래할 수 있다고 결론지었다.

우주의 선형 팽창(척도인자)의 함수로서 허블 반지름(Hubble radius)(실선)의 물리적 크기. 우주 급팽창 동안, 허블 반지름은 일정하다. 섭동 모드의 물리적 파장(점선)도 표시된다. 이 출력은 섭동 모드가 우주 팽창 동안 수평선보다 커지기 전에 지평선 내부로 돌아오는 방법을 보여준다. 우주 팽창이 발생하지 않았고 복사 지배가 중력 특이점까지 계속되었다면, 이 모드는 초기 우주의 지평선 내부에 없었을 것이며 인과율 메커니즘도 없었을 것이다. 우주가 섭동 모드의 척도에서는 균질하다는 것을 보장할 수 있었다.

구스는 초기 우주가 냉각되면서, 우주상수와 매우 유사한, 높은 에너지 밀도를 가진 가짜 진공(false vacuum)에 갇혔다고 제안했다. 초기 우주가 냉각됨에 따라 준안정인 상태(그것은 과냉각되었다)에 갇혀 양자 터널링을 통한 거품 핵 생성(bubble nucleation 과정을 통해서만 붕괴될 수 있었다. 진짜 진공(true vacuum)의 거품은 가짜 진공의 바다에서 자발적으로 형성되고 광속으로 빠르게 팽창하기 시작한다. 구스는 이 모형이 적절하게 재가열되지 않았기 때문에 이 모형에 문제가 있음을 인식했다: 거품들이 핵을 생성할 때, 그것들은 어떤 복사도 생성하지 않는다. 그러나 만일 급팽창이 초기 조건 문제를 해결할 만큼 오래 지속되었다면, 거품 사이의 충돌은 극히 드물어졌다. 하나의 인과적 패치에서는 단 하나의 거품만 핵을 형성할 것 같다.

... 카자나스(1980)는 초기 우주의 이 단계를 "더시터르 단계"(de Sitter's phase)라고 불렀다. "급팽창(inflation)"이라는 이름은 구스(1981)에 의해 주어졌다. ... 구스 자신은 《급팽창 우주: 우주 기원의 새로운 이론에 대한 탐구(The Inflationary Universe: quest for the new theory of cosmic origin)》 (1997)라는 제목으로 이 주제에 관한 책을 출판할 때까지 카자니스의 연구를 언급하지 않았는데, 이 책에서 구스는, 급팽창과 관련된, 카자나스와 다른 사람들의 작업을 언급하지 하지 않았던 것에 대해 사과하고 있다.

### 슬로우롤 급팽창
거품 충돌 문제는 린데와  독립적으로 안드레아스 알브레히트Andreas Albrecht와 폴 슈타인하르트Paul Steinhardt에 의해 신 급팽창 또는 슬로우롤 급팽창(slow-roll inflation)이라는 모형에서 해결되었다(구스의 모형은 당시 구 급팽창으로 알려지게 되었다). 이 모형에서는, 가짜 진공 상태에서 터널링하는 대신 한 스칼라 장이 한 퍼텐셜 에너지 언덕을 굴러 내려가면서 급팽창이 발생했다. 우주의 팽창에 비해 그 장이 매우 느리게 굴러갈 때, 급팽창이 발생한다. 그렇지만, 언덕이 더 가파르면, 급팽창이 종료되고 또한 재가열이 발생할 수 있다.

### 비대칭의 영향
결국, 신 급팽창 이론은 완벽하게 대칭적인 우주를 생성하지 않고, 급팽창의 양자 요동이 생성되는 것으로 나타났다. 이러한 요동들은 이후 우주에서 생성된 모든 구조의 원시 씨앗들을 형성한다. 이러한 요동들은 비아체슬라프 무카노프Viatcheslav Mukhanov와 G. V. 치비소프Chibisov가 스타로빈스키의 유사한 모형을 분석하면서 처음 계산되었다. 급팽창의 맥락에서, 그것들은 케임브리지 대학교의 극초기 우주에 관한 3주 간의 1982년 너필드 워크숍(Nuffield Workshop)에서 무하노프와 치비소프의 연구와는 별도로 작업되었다. 그 요동들은 워크숍 기간 동안 별도로 작업한 4개 그룹: (스티븐 호킹; 스타로빈스키; 구스와 피서영So-Young Pi; 그리고 바르딘Bardeen, 슈타인하르트Steinhardt 및 터너Turner에 의해 계산되었다.

## 관측적 상태
급팽창은 물리적 우주론의 표준 모형의 기초가 되는 우주론 원리를 실현하기 위한 메커니즘이다: 이는 관측 가능한 우주의 균질성과 등방성을 설명한다. 추가로, 그것은 관측된 편평도와 자기 홀극의 부재를 설명한다. 구스의 초기 연구 이후, 이러한 각각의 관측은 플랑크 위성에 의해 만들어진 우주 마이크로파 배경의 상세한 관측에 의해 가장 인상적으로, 더 많은 확인을 받았다. 이 분석은 우주가 0.5% 이내로 평평하고, 또한 10만 분의 1에 대해 균질하고 등방성임을 보여준다.
급팽창은 오늘날 우주에서 볼 수 있는 구조가 급팽창 시대에 양자 역학적 요동으로 형성된 섭동의 중력 붕괴를 통해 형성될 것이라고 예측한다. 거의-척도-불변(nearly-scale-invariant) 가우스 무작위 장(Gaussian random field)라고 하는, 섭동들의 스펙트럼의 자세한 형태는 매우 구체적이며 두 개의 자유 매개변수들만 있다. 하나는 스펙트럼의 진폭과 급팽창에 의해 예측된 척도 불변성에서 약간의 편차를 측정하는, 스펙트럼 지수(spectral index)이다(완벽한 척도 불변성은 이상적인 더시터르 세계에 해당한다). 다른 자유 매개변수는 텐서 대 스칼라 비율이다. 미세조정이 없는, 가장 단순한 급팽창 모델은, 텐서 대 스칼라 비율을 0.1에 가깝게 예측한다.
급팽창 이론은 관찰된 섭동이 서로 열평형 상태에 있어야 한다고 예측한다(이것들은 단열적 또는 등엔트로피적 섭동이라고 불린다). 섭동들에 대한 이러한 구조는 플랑크 위성, WMAP 우주선 및 기타 CMB(우주 마이크로파 배경) 실험, 그리고 은하 탐사(galaxy surveys), 특히 진행 중인 슬론 디지털 전천탐사에 의해 확인되었다. 이러한 실험은 관측된 10만분의 1의 비균질성이 이론에 의해 예측된 형태와 정확히 일치한다는 것을 보여주었다. 척도 불변성에서 약간의 편차가 있다는 증거가 있다. 스펙트럼 지수(spectral index) ns는 척도-불변 해리슨-젤도비치 스펙트럼(Harrison-Zel'dovich spectrum)에 대한 것이다. 가장 단순한 급팽창 모형들은 ns가 0.92와 0.98 사이일 것으로 예측한다. 이것은 에너지와 관련된 매개변수들의 미세 조정 없이 가능한 범위이다. 플랑크 데이터로부터 ns=0.968 ± 0.006, 그리고 0.11보다 작은 텐서 대 스칼라 비율이 추론될 수 있다. 이것들은 급팽창 이론의 한 중요한 확증으로 간주된다.
근본적으로 다른 예측을 하는 다양한 급팽창 이론이 제안되었지만, 일반적으로 필요한 것보다 훨씬 더 미세 조정(fine-tuning)되었다. 물리적 모형으로서, 그렇지만, 급팽창은 스펙트럼 지수(작은 범위에서만 변할 수 있음)와 섭동의 진폭이라는 두 가지 조정 가능한 매개변수만을 기반으로 우주의 초기 조건을 확고하게 예측한다는 점에서 가장 가치가 있다. 인위적인 모형들을 제외하고는, 이것은 입자 물리학에서 급팽창이 어떻게 실현되는가에 관계없이 사실이다.
때때로, 가장 단순한 급팽창 모형들과 모순되는 것처럼 보이는 효과가 관측된다. 첫 해 WMAP 데이터는 스펙트럼이 거의 척도-불변이 아닐 수 있고, 대신에 약간의 곡률을 가질 수 있음을 시사했다. 그러나 3년차 데이터에서는 그 효과가 통계적 변칙적인 것으로 밝혀졌다. 최초의 우주 마이크로파 배경 위성인 우주배경 탐사선 이후 언급된 또 다른 효과는 CMB의 사중극자 모멘트(quadrupole moment)의 진폭이 예상외로 낮고 또한 다른 낮은 다중극자들이 황도면과 우선적으로 정렬된 것처럼 보인다는 것이다. 어떤 사람들은 이것이 비가우스성의 특징(signature)이며 또한 따라서 가장 단순한 급팽창 모형들과 모순된다고 주장했다. 다른 사람들은 그 효과가 다른 새로운 물리학, 전경 오염 또는 심지어 출판 편향(publication bias) 때문일 수 있다고 제안했다.
보다 정확한 CMB 측정으로 급팽창 이론을 추가로 테스트하기 위한 실험 프로그램이 진행 중이다. 특히, 배경 복사의 편광에 대한 소위 "B-모드"의 고정밀 측정은 팽창에 의해 생성된 중력적 복사의 증거를 제공할 수 있으며 또한 가장 단순한 모형들(1015–1016GeV)에 의해 예측된 팽창의 에너지 척도가 가 맞는지 보여줄 수 있다. 2014년 3월에, BICEP2 팀은 급팽창이 입증되었음을 확인하는 B 모드 CMB 편광을 발표했다. 그 팀은 텐서 대 스칼라 파워 비율 r 은 0.15에서 0.27 사이로 발표했다(귀무 가설을 기각함; r 은 급팽창이 없는 경우 0으로 예상된다). 그러나 2014년 6월 19일에 확인 결과에 대한 신뢰도가 낮아졌다고 보고되었고; 2014년 9월 19일, 신뢰도가 더 낮아진 것으로 보고되었고, 2015년 1월 신뢰도가 더욱 낮아진 것으로 보고되었다. 2018년까지, 추가 데이터는 95%의 신뢰도로 r 은 0.06이하라고 제안한다: 귀무 가설과 일치하지만, 여전히 많은 다른 급팽창 모형들과 일치한다.
신호를 볼 수 있는지 또는 전경 소스의 오염이 간섭할지 여부는 불분명하지만, 플랑크 위성에서 잠재적으로 확증할 수 있는 다른 측정이 예상된다. 21센티미터 복사(첫 번째 별이 형성되기 전에 중성 수소에서 방출 및 흡수된 복사)의 측정과 같은, 다른 향후의 측정들은, 이러한 측정이 가능할지 또는 지구와 은하계의 전파원 간섭이 너무 클 지는 알 수 없지만, CMB 및 은하 탐사들보다 훨씬 더 큰 해상도로 파워 스펙트럼을 측정할 수 있을 것이다.

## 이론적 상태
구스의 초기 제안에서 인플라톤은 기본 입자들의 질량을 설명하는 힉스 장이라고 생각했다. 최근 힉스 입자의 발견으로 인해 힉스 장이 인플라톤으로 간주되는 연구의 수가 증가했지만, 인플라톤이 힉스 장이 될 수 없다고 일부 사람들은 믿고 있다. 이 식별의 한 문제는 현재 대형 강입자 충돌기(LHC)에서 연구 중인 전기-약 작용 규모의 실험 데이터와의 현재의 긴장이다. 급팽창의 다른 모형들은 대통일 이론의 속성에 의존했다. 가장 단순한 대통일 이론의 모형들이 실패했기 때문에 많은 물리학자들은 급팽창이 끈 이론이나 초대칭 대통합 이론과 같은 초대칭 이론에 포함될 것이라고 생각하고 있다. 현재 급팽창 이론은 뜨거운 초기 우주의 초기 조건에 대한 상세한 예측으로 주로 이해되지만, 입자 물리학은 대체로 임시변통(ad hoc) 모델링이다. 따라서 급팽창 예측이 관측 테스트들의 결과들과 일치했지만, 여전히 많은 열린 질문들이 남아 있다.

### 미세 조정 문제
급팽창에 대한 가장 심각한 도전 중 하나는 미세 조정(fine-tuning)의 필요성에서 발생한다. 신 급팽창 이론에서 급팽창이 발생하려면 슬로우롤 조건이 충족되어야 한다. 슬로우롤 조건은 급팽창 퍼텐셜(potential)이 평평해야(큰 진공 에너지(vacuum energy)와 비교하여) 그리고 급팽창 입자가 작은 질량을 가져야 한다고 말한다. 신 급팽창은 우주가 특히 평평한 퍼텐셜과 특별한 초기 조건을 요구한다. 그렇지만, 이러한 미세 조정에 대한 설명이 제안되었다. 예를 들어, 섭동 이론을 통해 이론을 연구할 수 있는 한, 척도 불변성이 양자 효과에 의해 깨지는, 고전적인 척도 불변 장 이론들은 급팽창 퍼텐셜의 편평도에 대한 설명을 제공한다.
린데는 급팽창 조건이 실제로 매우 일반적으로 충족된다는 카오스적 급팽창(chaotic inflation)을 제안했다. 갇히지 않은(unbounded) 퍼텐셜 에너지를 가진 스칼라 장이 있는 카오스적이고, 고에너지 상태에서 시작하는 사실상 모든 우주에서 급팽창이 발생할 것이다. 그렇지만, 그의 모형에서 인플라톤 장은 필연적으로 하나의 플랑크 단위보다 큰 값을 취한다: 이러한 이유로, 이들은 종종 대형 장 모형이라고 불리고 또한 경쟁하는 신 급팽창 모형은 소형 장 모형이라고 불린다. 이러한 상황에서, 재규격화는 급팽창을 방지할 수 있는 큰 수정을 야기해야 하기 때문에, 유효 장 이론의 예측은 유효하지 않은 것으로 생각된다. 이 문제는 아직 해결되지 않았으며 또한 일부 우주론자들은 급팽창이 발생하는 소형 장 모형이, 거기서는 훨씬 더 낮은 에너지 척도에서 발생할 수 있으므로, 더 나은 모형이라고 주장한다. 급팽창은 중요한 방식으로 양자장 이론(그리고 양자 중력에 대한 반고전적 근사( semiclassical approximation))에 의존하지만, 이 이론들과 완전히 융화되지는 않았다.
브랜든버거Brandenberger는 다른 상황에서 미세 조정에 대해 언급했다. 급팽창에서 발생하는 원초적 불균질성의 진폭은 급팽창의 에너지 척도와 직접적으로 연결된다. 이 척도는 약 1016GeV 또는 플랑크 에너지의 10-3배인 것으로 제안된다. 자연적 척도는 순진하게는(naïvely) 플랑크 규모이므로 이 작은 값은 또 다른 형태의 미세 조정(계층 문제라고 불림)으로 볼 수 있다: 스칼라 퍼텐셜에 의해 주어진 에너지 밀도는 플랑크 밀도에 비해 10-12만큼 낮다. 그렇지만, 급팽창의 규모가 게이지 통일의 척도와 자연스럽게 일치하기 때문에, 이것은 일반적으로 심각한 문제로 간주되지 않는다.

### 영원한 급팽창
많은 모형들에서, 우주 팽창의 급팽창 단계는 우주의 적어도 일부 지역에서 영원히 지속된다. 급팽창하는 지역이 매우 빠르게 확장되어 스스로를 재생하기 때문에 발생한다. 비급팽창 단계로의 붕괴 속도가 충분히 빠르지 않으면, 급팽창하지 않는 지역보다 새로운 급팽창 지역이 더 빠르게 생성된다. 그러한 모형들에서, 우주 부피의 대부분은 주어진 시간에 지속적으로 급팽창하고 있다.
영원한 급팽창의 모든 모형들은 전형적으로 무한하고, 가설상의 다중 우주를 생성하는데, 그것은 전형적으로 프랙탈이다. 다중 우주론은 급팽창 모형의 생존 가능성에 대해 과학계에서 상당한 이견을 초래했다.
급팽창 모형의 최초 건축가 중 한 사람인 폴 슈타인하르트Paul Steinhardt는 1983년에 영원한 급팽창의 첫 번째 예를 소개했다. 그는 계속 팽창하는 빈 공간에 둘러싸인 뜨거운 물질과 복사로 채워진 팽창하지 않는 공간의 거품을 생성함으로써 급팽창이 영원히 진행될 수 있음을 보여주었다. 거품들은 급팽창을 따라잡을 만큼 충분히 빠르게 성장할 수 없었다. 같은 해 말에, 알렉산더 빌렌킨Alexander Vilenkin은 영원한 급팽창이 일반적(generic)이라는 것을 보여주었다.
신 급팽창은 고전적으로는 퍼텐셜을 낮추고 있지만, 양자 요동은 때때로 퍼텐셜을 이전 수준으로 끌어올릴 수 있다. 급팽창이 위쪽으로 변동하는 이러한 지역은 급팽창이 더 낮은 퍼텐셜 에너지를 갖는 영역보다 훨씬 빠르게 팽창하고, 또한 물리적 부피 측면에서 우세한 경향이 있다. 무경계인(unbounded) 퍼텐셜을 가진 급팽창 이론이라도 영원하다는 것이 증명되었다. 이 안정된 상태가 과거로 영원히 계속될 수 없다는 잘 알려진 정리들이 있다. 더 시터르 공간과 유사한 급팽창 시공간은, 한 수축하는 지역이 없이는 불완전하다. 그렇지만, 더 시터르 공간과 달리, 수축하는 급팽창 공간의 요동들은 붕괴되어, 밀도가 무한대가 되는 점인, 중력 특이점을 형성한다. 그러므로, 우주의 초기 조건에 대한 어떤 이론을 갖을 필요가 있다.
영원한 급팽창에서, 급팽창이 있는 지역은 지수 함수적으로 증가하는 부피를 가지고 있지만, 급팽창이 없는 지역은 그렇지 않다. 이것은 비록 급팽창이 어떤 단일한 사전-급팽창 관찰자가 볼 수 있듯이 결국 끝이 난다고 할지라도, 우주의 대역적 그림에서는 팽창하는 부분의 부피가 팽창을 멈춘 부분보다 항상 상상할 수 없을 정도로 더 크다는 것을 시사한다. 과학자들은 이 가설적 인류 풍경(landscape)에 확률 분포를 할당하는 방법에 대해서 동의하지 않는다. 만일 다른 지역들의 확률이 부피로 계산된다면, 급팽창이 결코 끝나지 않거나 또는 국소 관측자가 그것을 관측하기 위해 존재한다는 경계 조건들을 적용한다면, 그 급팽창은 가능한 한 늦게 끝날 것이라고 예상해야 한다.
일부 물리학자들은 이 역설은 급팽창 이전의 부피로 관찰자들에게 가중치를 줌으로써 해결될 수 있다고 믿는다. 다른 사람들은 역설에 대한 해결책이 없으며 다중 우주가 급팽창 패러다임의 치명적인 결함이라고 믿는다. 영원한 급팽창 모형을 처음 도입한 폴 슈타인하르트는 나중에 이러한 이유로 가장 열렬한 비평가 중 한 명이 되었다.

### 초기 조건
일부 물리학자들은 기원이 없는 영원히 급팽창하는 우주에 대한 모형들을 제안함으로써 초기 조건 문제를 피하려고 노력했다. 이 모형들은, 우주가 가장 큰 규모에서, 지수 함수적으로 팽창하는 동안 공간적으로 무한했고, 또한 존재해왔고, 영원히, 앞으로도 존재할 것이라고 제안한다.
다른 제안들은 양자 우주론(quantum cosmology)과 뒤따르는 급팽창에 기초한 우주의 무로부터(ex nihilo) 창조를 설명하려고 시도한다. 빌렌킨은 그러한 시나리오 중 하나를 제시했다. 하틀과 호킹은 급팽창이 자연스럽게 발생하는 우주의 초기 창조에 대해 무경계 제안(no-boundary proposal)을 했다.
구스는 급팽창의 우주를 "궁극의 무료 점심"이라고 기술했다: 우리의 우주와 유사한 새로운 우주는 광대한 급팽창 배경에서 지속적으로 생성된다. 이 경우, 중력 상호 작용들은, 이경우에는,  열역학 제1법칙(에너지 보존)과 열역학 제2법칙(엔트로피 및 시간의 화살 문제)을 우회한다(위반하지는 않는다). 그렇지만, 이것이 초기 조건 문제를 해결한다는 합의가 있지만, 우주가 양자 요동에 의해 생성되었을 가능성이 훨씬 더 높기 때문에, 일부에서는 이에 대해 이의를 제기한다. 돈 페이지Don Page는 이러한 변칙 때문에 급팽창에 대해 노골적 비판자였다. 그는 열역학적 시간의 화살은 낮은 엔트로피 초기 조건들을 필요로 하며, 이는 매우 가능성이 낮다고 강조했다. 그들에 따르면, 이 문제를 해결하기보다는 급팽창 이론이 문제를 악화시킨다―급팽창 시대의 끝에 재가열하는 것은 엔트로피를 증가시켜서, 급팽창 단계가 없는 다른 대폭발(빅뱅) 이론들보다 우주의 초기 상태가 훨씬 더 정된될 필요가 있다.
호킹과 페이지는 나중에 하틀-호킹 초기 상태에서 급팽창 확률을 계산하려고 시도했을 때 모호한 결과를 발견했다. 다른 저자들은, 급팽창이 영원하기 때문에, 급팽창이 정확히 영이 아닌 한: 급팽창이 시작되면 그것은 지속되며 빠르게 우주를 지배하는 한, 그 확률은 중요하지 않다고 주장했다. 그렇지만, 알브레히트와 로렌조 소르보Lorenzo Sorbo는, 오늘날의 관측들과 일치하는, 한 급팽창 우주의 확률은, 기존의 어떤 상태에서 무작위적 변동에 의해 출현할 확률이 비급팽창 우주의 확률보다 훨씬 높다고 주장했다. 이는 급팽창 우주에 필요한 비중력적 에너지의 "씨앗" 양이, 어떤 엔트로피적 고려 사항보다 중요한, 비급팽창 대안에 대한 것보다 훨씬 적기 때문이다.
때때로 언급되는 또 다른 문제는 '트랜스-플랑크 문제'(trans-Planckian Problem) 또는 '트랜스-플랑크 효과'이다. 급팽창의 에너지 척도와 플랑크 척도는 상대적으로 가깝기 때문에, 우리 우주의 구조를 구성하는 일부 양자 요동은 급팽창 이전의 플랑크 길이보다 작다. 그러므로, 플랑크 척도 물리학, 특히 알려지지 않은 양자 중력론에 수정이 있어야 한다. 이 효과의 크기에 대해 약간의 불일치가 남아 있다: 탐지 가능성의 임계값에 있는지 또는 완전히 탐지할 수 없는지에 대한 것이다.

### 하이브리드 급팽창
또 다른 종류의 급팽창은, '하이브리드 급팽창'이라고 불리는, 신 급팽창의 확장이다. 추가 스칼라 장을 도입하여 스칼라 장 중 하나가 정상적인 슬로우롤 급팽창을 담당하고, 다른 하나는 급팽창의 끝을 유발한다: 급팽창이 충분히 오랫동안 지속되면 두 번째 장이 훨씬 낮은 에너지 상태로 붕괴하는 것이 유리해진다.
하이브리드 급팽창에서, 한 스칼라 장은 에너지 밀도의 대부분을 담당하고(따라서 팽창 속도를 결정하는), 다른 스칼라 장은 슬로우롤(급팽창 및 종료의 시기를 결정한다)을 담당한다. 그러므로, 전자의 급팽창의 요동은 급팽창 종료에 영향을 미치지 않는 반면에, 후자의 요동은 팽창률에 영향을 미치지 않는다. 그러므로, 하이브리드 급팽창은 영원하지 않다. 두 번째(슬로우롤링) 급팽창이 퍼텐셜의 바닥에 도달했을 때, 그것은 첫 번째 급팽창의 퍼텐셜의 최소값의 위치를 변경하여, 급팽창의 한 빠른 롤( fast roll)로 퍼텐셜을 낮추게 되고, 급팽창의 종료에 이른다.

### 암흑 에너지와의 관계
암흑 에너지는 대체로 급팽창과 유사하며 현재 우주의 팽창을 가속화하는 것으로 생각된다. 그렇지만, 암흑 에너지의 에너지 척도는 훨씬 더 낮으며, 10-12GeV로 급팽창의 척도보다 대략 27차수가 작다.

### 급팽창과 끈 우주론
다발 축소화(flux compactification)의 발견은 급팽창과 끈 이론을 조화시키는 길을 열었다. 브레인 급팽창은 축소화 기하학에서 D-막의 움직임에서 급팽창이, 일반적으로 반-D-막(anti-D-brane)의 한 스택(stack)을 향하여 발생한다는 것을 시사한다. 디랙-보른-인펠트 작용(Dirac-Born-Infeld action)에 의해 지배되는 이 이론은, 보통의 급팽창 이론과는 다르다. 그 역학은 완전히 이해되지 않고 있다. 끈 풍경(string landscape)에서 두 진공 사이의 터널링에서 급팽창이 발생하기 때문에 특별한 조건이 필요한 것으로 보인다. 두 진공 사이의 터널링 과정은 오래된 급팽창의 한 형태이지만, 신 급팽창은 그래서 다른 메커니즘에 의해 발생하는 것임에 틀림없다.

### 급팽창과 루프 양자중력
루프 양자중력 이론이 우주론에 미칠 영향을 조사할 때, 루프 양자 우주론 모형은 우주론 급팽창에 대한 가능한 메커니즘을 제공하도록 진화했다. 루프 양자중력은 한 양자화된 시공간을 가정한다. 만일 에너지 밀도가 양자화된 시공간이 보유할 수 있는 것보다 크면, 다시 튀어오르는(bounce back) 것으로 생각된다.

## 대안과 부속안
급팽창에 의해 다뤄진 관측의 일부 또는 전부를 설명한다고 주장하는 다른 모형들도 발전되었다.

### 빅 바운스
빅 바운스 가설은 우주의 특이점을 우주의 수축과 바운스로 대체하여, 그것에 의하여 대폭발(빅뱅)이 발생하게 된 초기 조건을 설명하려는 시도이다. 편평도과 지평선 문제는, 물질이나 자유 매개변수의 별난(exotic) 형태를 필요로 하지 않고, 아인슈타인-카르탕-시아마-키블(Einstein-Cartan-Sciama-Kibble) 이론에서 자연스럽게 해결된다. 이 이론은 아핀 연결(affine connection)의 대칭의 제약(constraint)을 제거하고 또한 그 비대칭 부분인 비틀림 텐서를 동적 변수로 간주함으로써, 일반 상대성이론을 확장한다. 비틀림과 디랙 스피너(Dirac spinor) 사이의 최소 결합은 극도로 높은 밀도의 페르미온 물질에서 중요한 한 스핀-스핀 상호작용을 생성한다. 이러한 상호 작용은 비물리적 대폭발 특이점을 피하고, 우주가 수축하기 전에, 유한한 최소 척도인자에서 첨점같은(cusp-like) 바운스로 대체한다. 빅 바운스 직후의 급속한 팽창은 가장 큰 척도에서 현재 우주가 공간적으로 평평하고, 균질하며 등방성으로 보이는 이유를 설명한다. 우주의 밀도가 낮아질수록, 비틀림의 영향은 약해지고 우주는 매끄럽게 복사-지배 시대로 접어든다.

### 에크파이로틱 및 순환 모형
에크파이로틱(ekpyrotic) 및 순환 모형(cyclic model)들도 급팽창의 부속 이론으로 간주된다. 이 모형은 대폭발(빅뱅) 이전에 확장된 신기원을 통해 지평선 문제(horizon problem)를 해결ㅘ고, 그 다음 빅 크런치로 이어지는 수축 단계에서 필요한 원시 밀도 섭동의 스펙트럼을 생성한다. 우주는 빅 크런치를 거쳐 뜨거운 데폭발(빅뱅) 단계로 등장한다. 이러한 의미에서 그들은 리차드 C. 톨만의 진동하는 우주(oscillatory universe)를 연상시킨다. 그렇지만, 톨만의 모형에서 우주의 전체 나이는 반드시 유한하지만, 이러한 모형에서는 반드시 그렇지는 않다. 밀도 변동의 정확한 스펙트럼이 생성될 수 있는지, 그리고 우주가 대폭발/빅 크런치 전환을 성공적으로 탐색할 수 있는지는, 여부는 여전히 논쟁과 현재 연구의 한 주제이다. 에크파이로틱 모형들은, 빅 크런치/빅뱅 전환의 온도가 대통일 척도(Grand Unified Scale) 미만으로 유지되는 한 자기 홀극 문제를 피하는데, 그것은 이것이 처음에 자기 홀극을 생성하는 데 필요한 온도이기 때문이다. 현재 상태로는, 팽창의 '느려짐'의 증거는 없지만, 각 주기가 1조 년의 차수로 지속될 것으로 예상되기 때문에 이는 놀라운 일이 아니다.

### 끈 가스 우주론
끈 이론은 세 개의 관찰 가능한 공간 차원 외에도, 말려 있거나 또는 축소화된 추가 차원들이 존재해야 한다고 요구한다(칼루차–클레인 이론 참조). 추가 차원들은 초중력 모형 및 양자 중력에 대한 기타 접근 방식의 한 빈번한 구성 요소로 나타난다. 이것은 왜 4개의 시공간 차원이 커지고 나머지는 관찰할 수 없을 정도로 작아지는지에 대한 부수적인 질문을 제기했다. 끈 가스 우주론이라고 불리는 이 질문을 해결하려는 시도는 로버트 브랜든버거Robert Brandenberger와 컴런 바파Cumrun Vafa에 의해 제안되었다. 이 모형은 끈의 뜨거운 가스로 간주되는 초기 우주의 역학에 초점을 맞춘다. 브랜든버거와 바파는 시공간의 차원이 주위를 감고 있는 끈들이 서로를 효율적으로 소멸시킬(annihilate) 수 있는 경우에만 확장될 수 있음을 보여준다. 각 끈은 한 1차원 객체이며, 또한 두 끈이 일반적으로 교차하는(그리고 아마도 소멸될) 가장 큰 차원 수는 3이다. 그러므로, 비축소화 (대형) 공간 차원의 가능성이 가장 높은 수는 3이다. 이 모형에 대한 현재 작업은 축소된 차원들의 크기를 안정화하고 원시 밀도 섭동의 정확한 스펙트럼을 생성하는 데 성공할 수 있는지 여부에 중점을 둔다. 그 원래 모형이 "표준 우주론의 엔트로피 및 편평도 문제를 해결하지" 못했지만, 브랜든버거와 공동 저자들은 이러한 문제들이 바운싱-우주(bouncing-universe) 시나리오의 맥락에서 끈 가스 우주론을 구현함으로써 제거될 수 있다고 나중에 주장했다.

### 가변 광속
가변 광속을 사용하는 우주론적 모형은 지평선 문제를 해결하고 우주 급팽창에 대한 대안을 제공하기 위해 제안되었다. 가변광속(VSL) 모형에서는, 진공에서의 광속을 나타내는 기본 상수인 c 가 초기 우주에서는 현재 값보다 크므로, 디커플링(decoupling) 시 CMB의 관측된 등방성을 충분히 설명할 수 있을 정도로 입자 지평선을 효과적으로 증가시칸다.

## 비평들
1980년 앨런 구스가 도입한 이후 급팽창 패러다임은 널리 받아들여졌다. 그럼에도 불구하고, 많은 물리학자들, 수학자들, 과학 철학자들은 검증할 수 없는 예측과 진지한 경험적 뒷받침이 부족하다고 주장하며 비판의 목소리를 내고 있다. 1999년에, 존 어먼과John Earman과 헤수스 모스테린Jesús Mosterín은 급팽창 우주론에 대한 철저한 비판적 검토를 발표했으며, 결론내리기를,
"우리는 급팽창 모형을 우주론의 표준 핵심으로 받아들일 만한 충분한 근거가 아직 있다고 생각하지 않는다."
1986년부터 계속 로저 펜로즈가 지적했듯이, 급팽창이 작동하려면 자체적으로 극도로 특정한 초기 조건이 필요하며, 그 초기 조건의 문제(또는 유사-문제)가 해결되지 않는다:
"초기 우주의 통일성을 열화(thermalization) 과정의 결과로 설명하려는 시도에 대해 근본적으로 오해가 있는 부분이 있다. ... 왜냐한면, 만일 열화가 실제로 어떤 일을 하고 있다면 ... 그것은 엔트로피의 확실한 증가를 나타낸다. 따라서, 우주는 열화 이후보다 열화 이전에 훨씬 더 특별했을 것이다."
특정 또는 "미세 조정된" 초기 조건의 문제는 해결되지 않았다; 더 나빠졌을 것이다. 2015년 회의에서, 펜로즈는 이렇게 말했다.
"급팽창은 위조할 수 있는 것이 아니라, 그것은 위조된 것이다. ... BICEP은 모든 급팽창 지지자들을 껍데기에서 끌어냄으로써, 그들에게 한 멍든 눈을 주면서 훌륭한 서비스를 했다."
급팽창에 대한 되풀이되는 비판은, 급팽창의 원인이라 가정된 인플라톤 장이 알려진 물리적 장과 일치하지 않으며 퍼텐셜 에너지 곡선이 얻을 수 있는 거의 모든 데이터를 수용하기 위한 임시적인 장치로 보인다는 것이다. 급팽창 우주론의 창시자 중 한 명인 폴 슈타인하르트Paul Steinhardt는 최근 급팽창 우주론에 대한 가장 날카로운 비평가 중 한 명이 되었다. 그는 '나쁜 급팽창'을 결과가 관측과 상충되는 가속화된 팽창의 기간이라고 부르고, '좋은 급팽창'은 그들과 양립할 수 있는 기간이라 부른다:
"나쁜 급팽창이 좋은 급팽창보다 더 가능성이 높을 뿐만 아니라, 어떤 급팽창도 어느 쪽보다 더 가능성이 없다... 로저 펜로즈는 급팽창과 중력장의 가능한 모든 구성을 고려했다. 이러한 구성 중 일부는 급팽창으로 이어진다... 다른 구성은 균일하고 평평한 우주로 직접 - 급팽창 없이 이동한다. 전체적으로 평평한 우주를 얻는 것은 거의 불가능하다. 그러나 펜로즈의 충격적인 결론은 급팽창이 없는 평평한 우주를 얻는 것이 급팽창이 있는 것보다 훨씬 더 가능성이 높다는 것이다―10의 구골플렉스 제곱 배만큼!"
그는 안나 이자스Anna Ijjas 및 아브라함 뢰브Abraham Loeb와 함께 플랑크 위성으로부터 데이터를 볼 때 급팽창 패러다임이 문제에 처해 있다고 주장하는 소논문들을 작성했다.
하지만 앨런 구스, 데이비드 카이저David Kaiser, 노무라 야스노리Yasunori Nomura와 안드레이 린데는,
"우주 급팽창 이론은 그 어느 때보다 강력한 기반 위에 있다."
고 말하며 반론하였다.

## 같이 보기
- 브레인 우주론(Brane cosmology)
- 각운동량의 보존
- 우주론
- 암흑류
- 허블-르메트르 법칙
- 비최소 결합 급팽창(Non-minimally coupled inflation)
- 비선형 광학
- 우주의 3-토러스 모형(Three-torus model of the universe)
- 따뜻한 급팽창(Warm inflation)

## 노트
1. ↑  사실 1992년 COBE 위성에 의해 관측된 온도 비등방성은 급팽찰 패러다임에 의해 예측된 거의 규묘-불변 스펙트럼들을 나타낸다. WMAP에 대한 최근의 관찰은 또한 급팽창에 대한 강력한 증거를 보여준다.[4]
2. ↑  급팽창은 자기 홀극의 수 밀도를 낮추는 데 아주 효과적일 뿐만 아니라 광자를 포함한 다른 모든 유형의 입자들의 수
 밀도를 줄이는 데에도 효과적이다.
3. ↑  이것은 일반적으로 e60 ≈ 1026 인 팽창의 60 e-폴드(fold)들로 인용된다. 그것은 재가열 이후 팽창량과 같으며 대략적으로 ⁠ Einflation / T0 ⁠, 여기서  T0 = 2.7 K  는 오늘날 우주 마이크로파 배경의 온도이다. Kolb and Turner(1998) 또는 Liddle and Lyth(2000)를 참조하라.
4. ↑  초대칭 대통합론이 끈 이론에 내장되어 있기 때문에 이러한 자기 유물을 다룰 수 있다는 것은 여전히 급팽창의 승리이다. 예를 들어 Kolb and Turner (1988)와 Raby, Stuart (June 2006). "Grand Unified Theories". In Bruce Hoeneisen (ed.).를 참조.[37]
5. ↑  섭동은 파장의 푸리에 모드로 나타낼 수 있다. 각 푸리에 모드는 평균이 0인 정규 분포(보통 가우스라고 함)이다. 서로 다른 푸리에 성분은 상관 관계가 없다. 모드의 분산은 주어진 부피 내에서 각 파장이 섭동의 스펙트럼에 동일한 양의 파워(power)를 기여하는 방식으로 파장에만 의존한다. 푸리에 변환이 3차원이기 때문에, 이것은 어떤 부피 내에서 주어진 파동수 k를 갖는 모드의 수가 k3이라는 사실을 보상하기 위해 모드의 분산이 k-3로 간다는 것을 의미한다.
6. ↑  스펙트럼이 더 긴 파장에서 더 많은 파워를 갖기 때문에 이것은 적색 편이와 유사하게 "적색" 스펙트럼으로 알려져 있다.
7. ↑  소위 힉스 급팽창 모형의 장점은 가장 잘 알려진 입자와 힘이 어떻게 작용하는지 성공적으로 설명하는 입자 물리학의 현재 표준 모형 내에서 급팽창을 설명할 수 있다는 것이다. LHC를 운영하는 스위스 제네바 연구소 CERN이 7월 초에 입자에 관한 매우 기대되는 결과를 발표할 것이라고 밝혔기 때문에 올 여름 힉스에 대한 관심이 뜨겁다.[88]
8. ↑  기술적으로 이것은 인플라톤 전위가 φ/mPl의 Taylor 급수로 표현되기 때문이다. 여기서 φ는 인플라톤이고 mPl은 플랑크 질량이다. 질량 항 mφ4(φ/mPl)2와 같은 단일 항에 대해 느린 롤 조건은 mPl보다 훨씬 큰 φ에 대해 충족될 수 있지만, 이것은 정확히 더 높은 차수의 항이 급팽창 조건에 기여하고 파괴할 것으로 예상되는 유효장 이론의 상황이다. 이러한 더 높은 차수 수정의 부재는 또 다른 종류의 미세 조정으로 볼 수 있다. 예를 들어 다음 주석을 참조하라.
9. ↑  표준 대폭발 급팽창 모형에서 우주 특이점 문제는 해결되지 않은 채로 남아 있고 우주론은 측지학적으로 불완전하다. 결과적으로, 공간과 시간의 기원과 팽창을 시작하는 데 필요한 독특하고 지수 함수적으로 미세 조정된 초기 조건은 설명되지 않는다. 최근 일련의 논문에서 우리는 중력과 결합된 표준 모형의 균질한 고전적 우주론적 해의 완전한 세트를 구성하는 방법을 보여주었다. 여기서 우주 특이점은 바운스로 대체된다: 수축과 빅 크런치로부터 대폭발과 팽창으로.
10. ↑  구골플렉스는 10100이며, 따라서 슈타인하르트는 확률 비ratio가 1010100이라고 주장하는 것이다.